# Zielonki (Mzurowa)
Zielonki – osada wsi Mzurowa położony w województwie świętokrzyskim, w powiecie jędrzejowskim, w gminie Sobków.
W latach 1975–1998 osada administracyjnie należała do województwa kieleckiego.